# 九尾の狐とキケンな同居
『九尾の狐とキケンな同居』（韓国：간 떨어지는 동거、日本：きゅうびのきつねとキケンなどうきょ）は、2021年5月26日から7月15日まで、tvNで放送された韓国のテレビドラマである。

## あらすじ
人間になることを目標に生きてきたシン･ウヨは、999歳の九尾の狐である。1000年を迎えるまでに玉に人間の精気を集めて、それが青く染まれば人間になれると言われている。
一方、99年生まれのイ･ダムは言いたいことをはっきりと言う今時の女子大生。ある日、ひょんなことからウヨの大切な玉をダムが飲み込んでしまう。その飲み込んでしまった玉をダムの身体から取り出す方法を見つけるため、ウヨとダムの危険な同居が始まる。

## 出演

### 主要人物
シン・ウヨ：チャン・ギヨン
- 人間になりたい999歳の九尾の狐。

イ・ダム：イ・ヘリ（Girl’s Day）
- 1999年生まれの大学生。

ヤン・ヘソン：カン・ハンナ
- 元九尾の狐。ウヨとは700年以上の付き合い。747歳で住民登録は22歳。

ト・ジェジン：キム・ドワン
- ダムの親友。

ケ・ソヌ：ペ・イニョク
- 1997年生まれの大学生で寅年。入学以来、20人以上の女性と付き合ってきた。

### ダムの周辺人物
チェ・スギョン：パク・ギョンヘ
- ダムとジェジンの親友。

イ・ダン：チェ・オソン
- ダムの弟。アーチェリー青少年国家代表。

チョン・ソク：キム・ガンミン
- ダム、ジェジン、スギョンの先輩。スギョンのライバル。

キム・ムグン：パク・ウォンホ
- ソヌの友人。

ビン・デフン：イ・プンウン
- ソヌの友人。

チョン・ダヨン：パン・ウンジョン
- ダムの同級生。歴史学科。

ソ・ジン：カン・ナル
- ダムの同級生。ダヨンとは常に一緒にいる。

ケ・ソウ：キム・ドヨン（Weki Meki）
- ソヌの妹。ダンの同級生。

### カメオ出演
化けたウヨ：キム・ウンス
バスの乗客：キム・ヒョンモク
- ダムと乗り合わせた寅年の男（1話）。占いカフェの客引き（10話）。

出版社のチーム長：ハン・ジウン
- ウヨを口説こうとしている。

キム・ヒョンギョン：オ・ヒョンギョン
- ダムとダンの母親。ファッション雑誌編集者でニューヨーク支社に勤務している。

ウヨの初恋相手：チョン・ソミン
- ウヨの朝鮮時代に初めて愛した女性。

山神：コ・ギョンピョ
ジナ：ミナ（元gugudan）
- ジェジンの元彼女。

ソヌの伯父：シム・ヒョンタク
- ソヌの伯父。ダムとソヌのバイト先「SUBWAY」の店長。

オ・サンチョル教授：イ・ジュニョク
- 歴史学の教授。生徒からは、「パク・ボゴム教授」と呼ばれている。

ジェジンの兄：オ・ジュンセ

## オリジナルサウンドトラック

### Part.1[9]
| #         | タイトル        | 作詞      | 作曲・編曲 | アーティスト   | 時間 |
| --------- | --------------- | --------- | ---------- | -------------- | ---- |
| 1.        | 「DOOR」        |           |            | チョン・セウン | 3:49 |
| 2.        | 「DOOR」(Inst.) |           |            |                | 3:49 |
| 合計時間: | 合計時間:       | 合計時間: | 7:38       |                |      |

## 視聴率
| 2021年 | 2021年  | 2021年    | 2021年    |               |
| 回数   | 放送日  | AGB視聴率 | AGB視聴率 | 参考          |
| 回数   | 放送日  | 大韓民国  | ソウル    |               |
| ------ | ------- | --------- | --------- | ------------- |
| 第1回  | 5月26日 | 5.282％   | 5.888％   | [ 10 ] [ 11 ] |
| 第2回  | 5月27日 | 4.279％   | 4.838％   | [ 12 ] [ 13 ] |
| 第3回  | 6月2日  | 4.123%    | 4.769%    | [ 14 ]        |
| 第4回  | 6月3日  | 4.354%    | 4.670%    | [ 15 ]        |
| 第5回  | 6月9日  | 4.304％   | 4.882%    | [ 16 ]        |
| 第6回  | 6月10日 | 3.688%    | 4.000％   | [ 17 ] [ 18 ] |
| 第7回  | 6月16日 | 3.159%    | 3.564%    | [ 19 ]        |
| 第8回  | 6月17日 | 4.238％   | 5.200％   | [ 20 ]        |
| 第9回  | 6月23日 | 3.374%    | 3.460%    | [ 21 ]        |
| 第10回 | 6月24日 | 3.772%    | 4.101%    | [ 22 ]        |
| 第11回 | 6月30日 | 3.691%    | 4.092%    | [ 23 ]        |
| 第12回 | 7月1日  | 3.476％   | 4.193%    | [ 24 ]        |
| 第13回 | 7月7日  | 3.234%    | 3.932%    | [ 25 ]        |
| 第14回 | 7月8日  | 3.549%    | 4.418％   | [ 26 ]        |
| 第15回 | 7月14日 | 3.625%    | 4.321％   | [ 27 ] [ 28 ] |
| 第16回 | 7月15日 | 3.982%    | 4.571％   | [ 29 ] [ 30 ] |

## 日本での放送

### 配信・レンタル
- Amazon Prime Video[31]
- FOD
- ABEMA
- Netflix
- U-NEXT
- Hulu
- TELASA